# قائمة البعثات الدبلوماسية في جزر مارشال

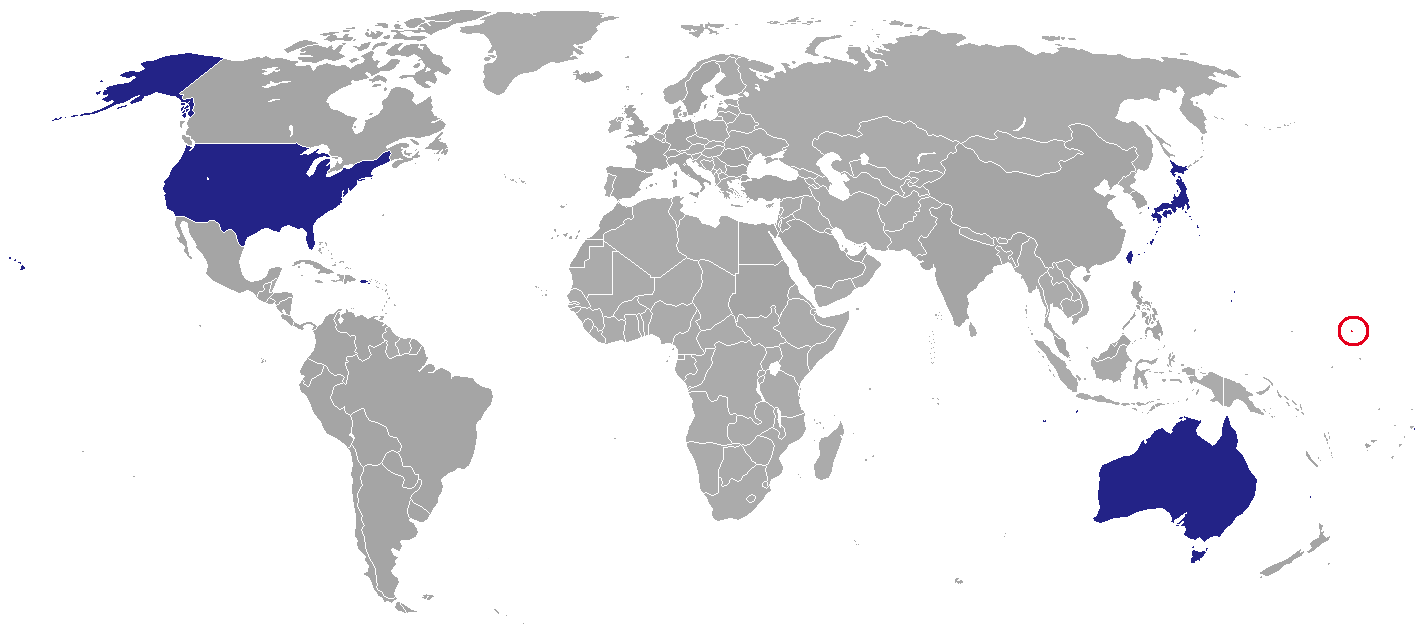
البعثات الدبلوماسية في جزر مارشال.

هذه قائمة البعثات الدبلوماسية في جزر مارشال. توجد أربع سفارات في العاصمة ماجورو.

## السفارات
ماجورو
- أستراليا[1]
- تايوان[2]
- اليابان[3]
- الولايات المتحدة[4]

## السفارات غير المقيمة
مقيم في مانيلا
- بلجيكا
- جمهورية التشيك
- فرنسا
- ألمانيا
- الهند
- إيرلندا[5]
- المكسيك
- المغرب[6]
- هولندا
- إسبانيا
- سويسرا

مقيم في كانبرا
- النمسا
- كندا
- فنلندا
- موريشيوس
- بولندا
- جنوب إفريقيا
- فيتنام

مقيم في طوكيو
- الجزائر
- إستونيا[7]
- جورجيا
- اليونان
- الهند [8]
- قرغيزستان
- جزر المالديف
- ماليزيا
- النرويج
- كوسوفو[9]
- سلوفاكيا
- السعودية
- السويد
- تايلاند
- تركمانستان
- طاجيكستان
- تونس
- أوزبكستان
- فنزويلا
- زامبيا
- زيمبابوي

مقيم في سوفا
- الصين
- الاتحاد الأوروبي
- كوريا الجنوبية
- المملكة المتحدة

مقيم في مكان آخر
- تشيلي (نيويورك)
- كولومبيا (جاكرتا)
- كرواتيا (واشنطن العاصمة)
- الدنمارك (سنغافورة)
- مصر (ويلينغتون)
- غانا (واشنطن العاصمة)[10]
- إسرائيل (القدس)
- إيطاليا (ويلينغتون)
- نيوزيلندا (هونولولو)
- الفلبين (هاغاتنيا)
- سيراليون (سيئول)
- الإمارات العربية المتحدة (ويلينغتون)

## روابط خارجية
- Diplomatic missions in the Marshall Islands